# Фрідріх Ансільон
Фрідріх Ансільон (фр. Jean-Pierre Frédéric Ancillon; 1767–1837) — прусський міністр, історик, філософ, державний діяч; правнук Шарля Ансільона.

## Біографія
Фрідріх Ансільон народився 30 квітня 1767 року у столиці Німеччини місті Берлін.
Вивчав богослів'я у Женевському університеті, 1790 року став проповідником при французькій громаді у Берліні, 1792 року став професором історії в Берлінській військовій академії, потім членом Пруської академії наук і королівським історіографом.
Останнім призначенням він зобов'язаний своїй праці «Tableau des révolutions du système politique de l'Europe depuis le XV-e siècle» (4 томи, Берлін, 1803-5; нове видання 1824, нім. пер. Фр. Манн, 3 ч., Берлін, 1804-5).
У серпні 1810 року він відмовився від посади проповідника і від своєї професорської кафедри, прийняв на себе виховання кронпринца і поступив у 1804 році на службу у міністерство закордонних справ Німеччини. Призначений у травні 1831 року на посаду начальника департаменту у справах князівства Невшатель і Ваденган, він незабаром після цього був призначений на статс-секретаря у закордонних справах та у 1832 році як державний міністр отримав управління цим міністерством.
Діяльність його як міністра закордонних справ загалом примикала до того напрямку, якому слідували німецькі кабінети під керівництвом Клемента Венцеля Лотара фон Меттерніха.
Жан-П'єр-Фредерік Ансільон помер бездітним 19 квітня 1837 року у своєму рідному місті. Похований на Французькому цвинтарі у м. Берліні.
Історичне значення цієї особистості полягає не стільки у його творах чи політичній діяльності, скільки у його особистому впливі при прусському дворі, і особливо у впливі на характер прусського короля Фрідріха Вільгельма IV.

## Нагороди
- 23 грудня 1833 р. — Орден Святого Олександра Невського.